# 大谷翔平
大谷翔平（日语：／ Ōtani Shōhei，1994年7月5日—）為日本岩手縣出身的職業棒球選手，外號Sho-time。目前效力於美國職棒大聯盟洛杉矶道奇，主要擔任投手及指定打擊（即投打「二刀流」）。憑藉投打皆頂尖的實力，大谷開創及打破了多項史無前例的紀錄，成為近年棒球界最具代表性的球星。
2012年大谷被日本職棒太平洋聯盟的北海道日本火腿鬥士以第一指名入隊，從此開啟職業棒球生涯。效力火腿隊期間，大谷亦偶爾擔任外野手。大谷於2016年帶領火腿隊贏得聯盟冠軍及日本一，個人亦榮獲洋聯MVP，其中在洋聯冠軍賽的「關門戰」中，大谷在第9局從「指定打擊」轉換成「投手」替球隊救援成功更成為名場面。大谷在這場比賽更投出165km/h的快速球，這是他個人的最快球速紀錄。
2017年球季過後，大谷透過入札制度與大聯盟的天使隊簽約，並在2018年球季獲得美聯年度新人王。2021年球季，大谷拿下美聯年度MVP等多個獎項。成為繼鈴木一朗後的第二位日本選手獲頒MVP。2022年球季，大谷打出「二刀流」的代表作，取得投手15勝、打者34轟的成績，成為大聯盟史上首位勝投及全壘打皆超過10的球員。2023年第二度且再次全票獲得聯盟MVP，季末宣佈離開洛杉磯天使，轉戰洛杉磯道奇，並簽下世界體壇紀錄、總額7億美金的天價合約。2024年大谷手肘手術復健，以「單刀」指定打擊出賽，不但成為史上首位50-50俱樂部並歷史性第三度全票獲得年度MVP，更是大聯盟史上唯一連續兩年在不同聯盟拿下MVP的球員。此球季大谷首次打入大聯盟季後賽，更一舉贏得個人首座世界大賽冠軍。
在國際賽場上，大谷亦有出色表現，其中2023年世界棒球經典賽，大谷翔平憑藉頂尖的投打兩端表現，幫助日本隊擊敗勁敵美國奪冠，並獲得大會MVP。大谷「再見三振」隊友麥可·楚奧特奠勝的一刻更成為經典。
個人方面，大谷於2024年宣佈結婚，妻子為前日本職業籃球員田中真美子。

## 早期生涯
出生於岩手縣水澤市（今奧州市），高中就讀於東北地方岩手县的花卷東高等學校並同校畢業。在高一時球速即達到147km/h，到了高二時已突破150km/h門檻投出151km/h的球速。2012年高三時，在夏季甲子園的岩手縣地區預賽更投出160km/h，但最終於地區預賽時敗退，無緣進入該屆甲子園全國大賽。 同年夏季甲子園結束後，被選入日本代表隊參加2012年第25屆IBAF世界青棒錦標賽。
在2012年10月25日的日本職棒選秀會中，受到北海道日本火腿鬥士的第一指名， 因大谷也有著直接挑戰美國職棒大聯盟的意願， 故最初並未與火腿隊達成入隊協議。但在火腿隊向大谷比較過美日職棒的差異，並提出選秀球員的最高規格合約與讓大谷繼承已赴美發展的前王牌投手達比修有的11號背號，且向大谷提出在職棒中擔任投打「二刀流」選手之提案，兼顧大谷追求前所未有紀錄的心願後，終於說服大谷入隊。

## 職業生涯

### 北海道日本火腿鬥士

#### 2013年

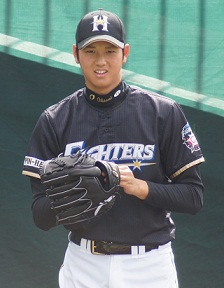
2013年的大谷

3月29日，大谷翔平於開幕戰以先發第八棒、右外野手身份迎戰埼玉西武獅，為日本職棒生涯的首次出賽；也是2011年後藤駿太（歐力士野牛）以來首位高中畢業生擔任開幕戰的先發球員，為北海道日本火腿鬥士自從1959年張本勳以來第一人。大谷於五局上對岸孝之擊出生涯首安，並在六局上擊出生涯首打點。
5月23日大谷首次以投手身分先發出賽，在交流戰面對東京養樂多燕子，投5局失2分無關勝負，最快球速達到157km/h，創下新人投手初登板史上最快的球速紀錄。6月1日對中日龍先發投球，投5局失3分獲得生涯首場勝投。
7月10日對東北樂天金鷲投手永井怜擊出生涯首發全壘打。隨後入選該年度日本職棒全明星賽，並於7月19日明星賽中，在第五局登板投球無失分後，從第六局開始改守左外野，為1996年鈴木一朗之後再次有球員於同場明星賽中投球及打擊。
大谷該年球季投球成績為3勝0敗、防禦率4.23，在61.2局的投球中投出46次三振、33次保送，打擊成績在204個打席中，則繳出.238的打擊率與3支全壘打。他在2013年日本職棒新人王（太平洋聯盟）的票選中，獲得233票中的4票，與佐藤達也並列第二，僅次於該年度的新人王則本昂大。

#### 2014年
大谷在該年球季以先發投手和指定打擊身分交互出賽。
5月13日對西武投出生涯首次完封勝。之後連兩年入選明星賽，7月19日於明星賽中先發投球，投出162km/h的速球，為日籍投手的最高球速紀錄，但未被列為日本職棒例行賽的正式紀錄。8月26日對戰福岡軟銀鷹投球，獲得單季第10勝。9月7日對戰歐力士隊擔任指定打擊，擊出單季第10發全壘打，成為繼1918年美國職棒貝比·魯斯與1982年韓國職棒金城漢以後，世界職棒第三位單季同時達成投球10勝與打擊10支全壘打的選手。10月5日對戰東北樂天先發登板，再次投出162km/h的速球，正式打破佐藤由規所保有之161km/h的日本職棒日籍投手最快球速紀錄，並與前讀賣巨人投手馬克·克倫於2008年球季創下的日本職棒例行賽史上最快球速並列。大谷該年例行賽累積投球成績為11勝4敗，打擊率為2成74並擊出了10支全壘打。在10月11日季後賽的高潮系列賽對戰歐力士隊先發，獲得生涯季後賽首勝，並以20歲3個月的年紀，打破2007年高潮系列賽制導入以來，由田中將大保有的最年輕勝利投手紀錄（20歲11個月）。11月入選美日明星交流賽。由於該季投球與打擊大幅進步，2015年球季薪水將升到一億日幣，成為松坂大輔以來，高中畢業第三年就達到一億日幣年薪的第二人。

#### 2015年
2015年是大谷的第三個職業球季（也是第二個完整球季）。儘管他的打擊成績有所下滑（5支全壘打），但大谷的投球表現更上一層樓，奪下該年度的聯盟勝投王、勝率王、防禦率王與最佳十人投手等獎項，並且於該年度入選日本棒球代表隊。
在2015年世界棒球12強賽中，大谷在分組預賽對南韓繳出好投，帶領日本獲勝；之後雙方於準決賽再度交鋒，這回大谷依舊表現出色取得勝投候選，但退場後南韓打擊加溫突破日本牛棚，逆轉擊敗日本取得決賽門票。

#### 2016年
2016年6月5日對讀賣巨人完投9局拿下勝投，並投出個人新高的163km/h，刷新當時的日職最快球速紀錄。7月15日本年度明星賽首日的全壘打大賽，接連擊敗養樂多的山田哲人及軟銀的柳田悠岐，獲得冠軍。
2016年10月16日洋聯冠軍賽第六戰第九局對福岡軟銀鷹登板後援，投出刷新當時的日職及日籍投手記錄的165km/h，也成功守住7：4的領先優勢，讓火腿隊成功晉級日本大賽。
在日本大賽中，大谷雖然在第1場比賽吞下敗投，但在第3場比賽中對大瀨良大地擊出再見安打，幫助火腿隊拿下首勝，最終火腿以4勝2敗的成績擊敗廣島東洋鯉魚，拿下睽違10年的日本一，這也是大谷職業生涯的首次冠軍。

#### 2017年
大谷在該年球季因傷所困，表現不盡理想，也影響了火腿的戰績；季中傳出大谷來年極可能轉戰大聯盟，多支大聯盟球隊亦遣人赴日觀察他的狀況。
11月決定經入札制度於隔年轉戰美國職棒，由於大谷受限大聯盟新版規定，大聯盟球團不用付出高薪即可簽下他，故成為市場上探詢度最高的熱門球員之一。12月經與多支球隊的會面與比較後，以230萬美元簽約金加盟洛杉磯天使，天使亦需付給火腿隊2000萬美元入札金。

### 洛杉磯天使

#### 2018年

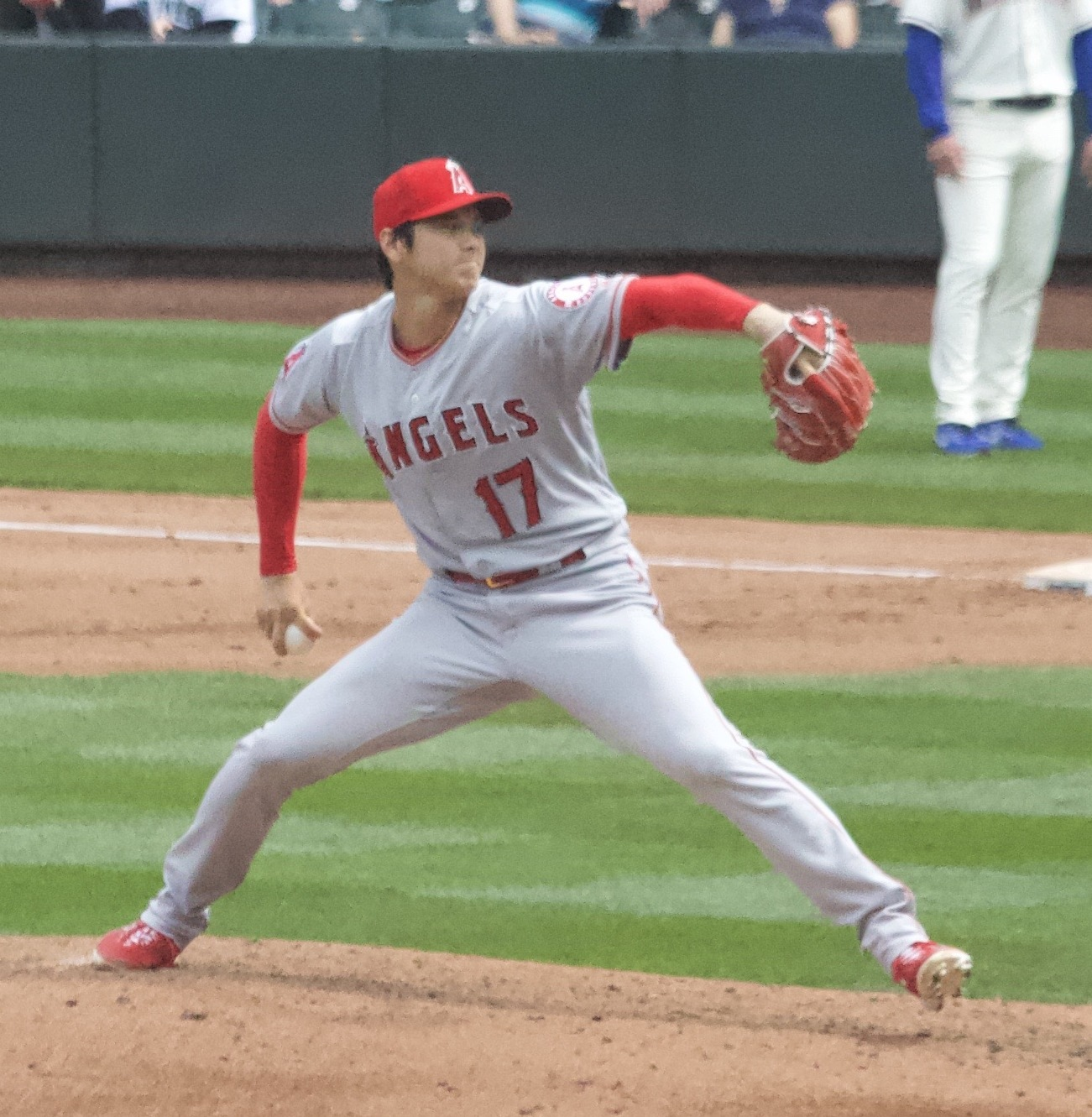
2018年投球的大谷

大谷首年大聯盟春訓的表現實屬不佳，但天使隊依然決定讓他進入該年球季的大聯盟開幕名單。為求應對更高強度的大聯盟賽事，大谷也微調了自己的打擊機制。而天使隊為了因應他以先發投手和指定打擊（DH）身分交互出賽的型態，也參考了火腿隊使用大谷的方式，將大聯盟通行的先發投手投1休4輪值方式改為投1休6，而大谷先發投球的前、後各排休1日，故每週可有4天以DH身份登場打擊。
天使該季的第一個系列戰（作客運動家的4連戰），3月29日開幕戰打者大谷排在第8棒，第一個打席抓準第一球就擊出大聯盟生涯首安，接著投手大谷在4月1日亮相，主投6局失3分（2局下麥特·查普曼的3分全壘打，也是大谷翔平大聯盟生涯被擊出的第1支全壘打）繳出優質先發，順利拿下首勝。
4月初大谷自大聯盟生涯的第2場打者出賽起連3場擊出全壘打，挨轟對手中更包含前年度美聯賽揚獎得主柯瑞·克魯伯。
4月8日在主場初登板再戰運動家，截至6.1局為完全比賽，本場7局1安12K的表現，拿下第2勝。
4月17日主場迎戰波士頓紅襪（原本大谷要在客場對皇家，但天候惡劣而被迫延後一天），大谷表現因手指水泡大打折扣，主投2局失3分就提前退場，更被穆奇·貝茲擊出首局首打席全壘打，吞下大聯盟生涯首敗。
6月6日，對戰堪薩斯市皇家隊第四局時因右肘不適被換下場，後經診斷確認是右肘韌帶受損。
8月3日，大谷在克里夫蘭印地安人主場轟出旅美生涯客場首轟，並且還是生涯首次單場雙響炮。
9月2日，大谷以投手身份回歸，在客場面對太空人，在球團保護下只用49球完成先發工作，但是一次嘗試徒手接高彈跳球卻讓他的球速驟降，遭到喬治·史普林格擊出2分全壘打，以2.1局失2分結束此次投球，也吞下本季第2敗。
10月1日，大谷在例行賽結束次日清晨，躲過媒體追蹤，迅速接受右手肘的Tommy John韌帶重建手術，由擅長運動傷害醫學的洛杉磯骨科名醫尼爾·埃特拉奇（Neal ElAttrache）操刀，成功完成手術。

#### 2019年
3月11日，天使與大谷翔平完成換約，年薪調整為65萬美元，加薪幅度19.3%。本季受Tommy John韌帶重建手術影響無法登板，春訓期間隨隊在春訓基地進行復健練習，並於3月8日開始進行投球練習。開季後依照醫療團隊建議隨隊返回天使主場，並持續進行個人投打復健訓練。
5月7日，大谷以DH、第三棒回歸，在客場對戰底特律老虎。自右手肘開完韌帶重建手術後，時隔219天回歸大聯盟。復歸首戰有1分打點。
6月13日，大谷在客場對戰坦帕灣光芒，開賽起四個打數分別擊出全壘打、二壘安打、三壘安打、一壘安打，成為大聯盟首位完成完全打擊紀錄的日本打者。
9月12日，天使球團宣布大谷翔平因左膝「先天性髕骨分裂（Bipartite Patella）」問題，選擇進行開刀，球季宣告結束。
9月13日，大谷再度由為其進行右手肘韌帶重建手術的洛杉磯骨科名醫尼爾·埃特拉奇操刀，成功完成左膝髕骨手術。

#### 2020年
7月25日，對奧克蘭運動家以先發第三棒、指定打擊的身份正式復出。此外由於該場賽事進入延長賽，實施本季限定的突破僵局制，大谷也在十局上依照規定擔任二壘跑者，成為大聯盟實施該制度後首位突破僵局制跑者。

#### 2021年
2021年是大谷生涯首次取得薪資仲裁資格，他與球隊並未在1月中的交換薪資數字期限前達成協議，最後在薪資仲裁聽証會前達成協議，於2月9日與天使簽下2年850萬、首年年薪300萬美元的合約，結束薪資仲裁程序。
4月5日，大谷同時擔任先發投手以及第二棒打者，成為自1903年的Jack Dunleavy後再次有人同時擔任此兩種身份。
5月16日，對陣波士頓紅襪的比賽中，大谷在九局上站上打擊區，面對Matt Barnes擊出帶有兩分打點的超前全壘打，最後帶領天使隊贏下比賽。
6月8日，對陣堪薩斯市皇家的比賽中，大谷面對Kris Bubic擊出距離470英呎的全壘打，這是天使隊自2019年麥克·楚奧特後距離最遠的全壘打，也是左打者對左投手擊出最遠的全壘打。
7月2日，大谷成為美國聯盟史上最快達成30轟10盜的選手，他只用了81場比賽達成此成就。
7月7日，大谷擊出本季第32號全壘打，這讓他改寫了前輩松井秀喜所保持的亞洲選手單季最多全壘打紀錄。
7月13日，大谷同時以先發投手及指定打擊的身份參與全明星賽，是大聯盟史上第一人。
9月26日，對陣西雅圖水手的比賽中，大谷在3局上三振J.P克勞佛，這是大谷本季的第150次奪三振，他也成為了大聯盟史上唯一一位單季擊出45支全壘打、投出150次三振、跑出20次盜壘的選手。
賽季結束，大谷以打者身份累積138支安打、46支全壘打、100分打點和2成57的打擊率，並以投手身份投出156次奪三振、9勝2敗、防禦率3.18的成績。投打俱佳的表現堪稱歷史級別的演出，也讓他獲得了許多獎項，包括美聯銀棒獎、最佳指定打擊獎、主席歷史成就獎、以指定打擊和先發投手的身份入選大聯盟年度最佳陣容第一隊及第二隊，並以全票姿態獲選為美聯MVP。
9月15日大谷翔平獲選為《時代雜誌》2021年度時代百大風雲人物（TIME 100），由艾力士·羅德里奎茲（Alex Rodriguez）撰寫的介紹詞中直言，「他就是現代貝比·魯斯（Babe Ruth）」。

#### 2022年
2022年3月22日，MLB大聯盟引入了一項新規則，允許當日出場的先發投手可在投球任務結束、更換後援投手後，於該場比賽之後的局數中繼續擔任指定打擊。由於大谷作為雙向球員的獨特能力，這條規則被俗稱為“大谷規則”。該規則將使大谷在完成先發投手投球任務後，可直接改任指定打擊，而不是像過往那樣，需要被調換到其他防守位置，才能持續貢獻打擊能力。
4月7日，大谷被任命為天使隊2022賽季開幕日的先發球員。他對陣休士頓太空人投了4.2局比賽中失掉1分，送出9次三振和1次保送。他成為MLB大聯盟歷史上第一位作為先發投手和先發打者開始開幕日的球員。在4月20日對陣休士頓太空人的比賽中，大谷在首局上壘兩次，成為至少自1900年以來第一個這樣做的先發投手。在同一場比賽中，大谷投了6局無失分，送出9次三振和1次保送，追平了他的職業生涯新高。僅被前隊友傑森·卡斯楚打出一支一壘安打，這也是休士頓太空人本場比賽的唯一一支安打。在進攻端，他擊出2支安打，獲得2分打點。
在4月14日對陣德州遊騎兵的比賽中，大谷第一次被打滿貫砲，巧合的是這也是喬納·海姆打出的第一個大滿貫。天使以10-5的比分輸了比賽。
在5月5日對陣波士頓紅襪的比賽中，大谷首次在芬威球場上先發及打出三壘安打的，成為自貝比·魯斯以來第一位在芬威球場比賽中進入前四名之一的先發投手貝比·魯斯在1919年9月20日這樣做了。在天使隊以8-0戰勝波士頓紅襪的比賽中，他投了7局沒有失分和11次三振，同時還以4投2中的成績在第八局打出單打自1973年實施指定打擊以來，成為繼1996年羅傑·克萊門斯之後第二位在芬威球場擊球的先發投手。
5月9日在主場對戰坦帕灣光芒，擊出個人職業生涯第一支滿貫全壘打。
同月15日，在對戰奧克蘭運動家的比賽擊出個人生涯在大聯盟的百轟，使他成為第三位在大聯盟中打出至少100支全壘打的日本出生球員，僅次於松井秀喜的175支和鈴木一朗的117支。
6月22日，在對戰堪萨斯市皇家的比賽中貢獻2轟8打點，又在次日作為先發投出8局13K無失分的成績，成為大聯盟史上第一個在連續兩場比賽達到8+打點和10+K的球員。
7月7日，在對戰邁阿密馬林魚的比賽中，完成10次三振、2分打點以及1次盜壘。這2分打點讓大谷翔平大聯盟生涯累積達300分打點，是繼鈴木一朗（780分打點）、松井秀喜（760分打點）後，日籍球員第3人。

#### 2023年
2023年5月10日，大谷在對休士頓太空人的比賽中三振傑瑞米·佩尼亞，這是他職業生涯的第502次三振，超越貝比·魯斯，成為史上三振榜上的新紀錄保持者。這也讓大谷成為擊出100支全壘打的球員中擁有最多投球三振紀錄的球員。
7月27日，大谷對底特律老虎的雙重賽首場比賽中完成一場完封比賽，這也是他大聯盟職業生涯中的第一場完封勝。他三振八名打者，保送三名，只被擊出一支安打。在第二場比賽中，他隨後又擊出兩支全壘打。
7月29日，在對戰多倫多藍鳥的比賽中，大谷打出本季第39支全壘打，同時也是跨場連3打席全壘打。
8月23日，大谷在對辛辛那提紅人的比賽中僅投1.1局，之後因最初報告為手臂疲勞而被換下場。後來診斷出大谷右手肘有尺側副韌帶撕裂的傷勢，因此他不會在本賽季的剩餘時間內繼續投球。他以10勝5敗的成績結束他在2023年的投球表現，防禦率為3.14，三振次數167次。
球季末，以44支全壘打成為美聯全壘打王，加上他擔任投手的10勝，以及OPS破1的歷史級成績，縱然因傷未能完成整個賽季，仍然第二度獲得全票MVP，成為美國職棒史上第一人。
12月9日，大谷宣佈轉戰同城的洛杉矶道奇，簽下10年總額高達7億美元的合約，完全打破北美四大職業運動的最高薪合約紀錄。然而，按照大谷的意思，合約中大部分的份額是延遲支付，避免道奇隊受豪華稅影響而未能補強。

### 洛杉磯道奇
2023年12月9日，他在Instagram上宣布轉隊至道奇隊，並用英文寫道：「我選擇道奇隊作為我的下一支球隊，直到我作為現役球員的最後一天，我不僅會為球隊而努力，而是為了整個棒球圈而努力。同月11日，大谷與洛杉磯道奇隊簽訂了一份為期10年、價值7億美元的合約，這是職業運動史上最大的合約。另外，大谷和道奇隊的這份合約是一份特殊合約，這10年他只先領2000萬美元，剩下6.8億美元將自2034年至2043年無息支付。

#### 2024年

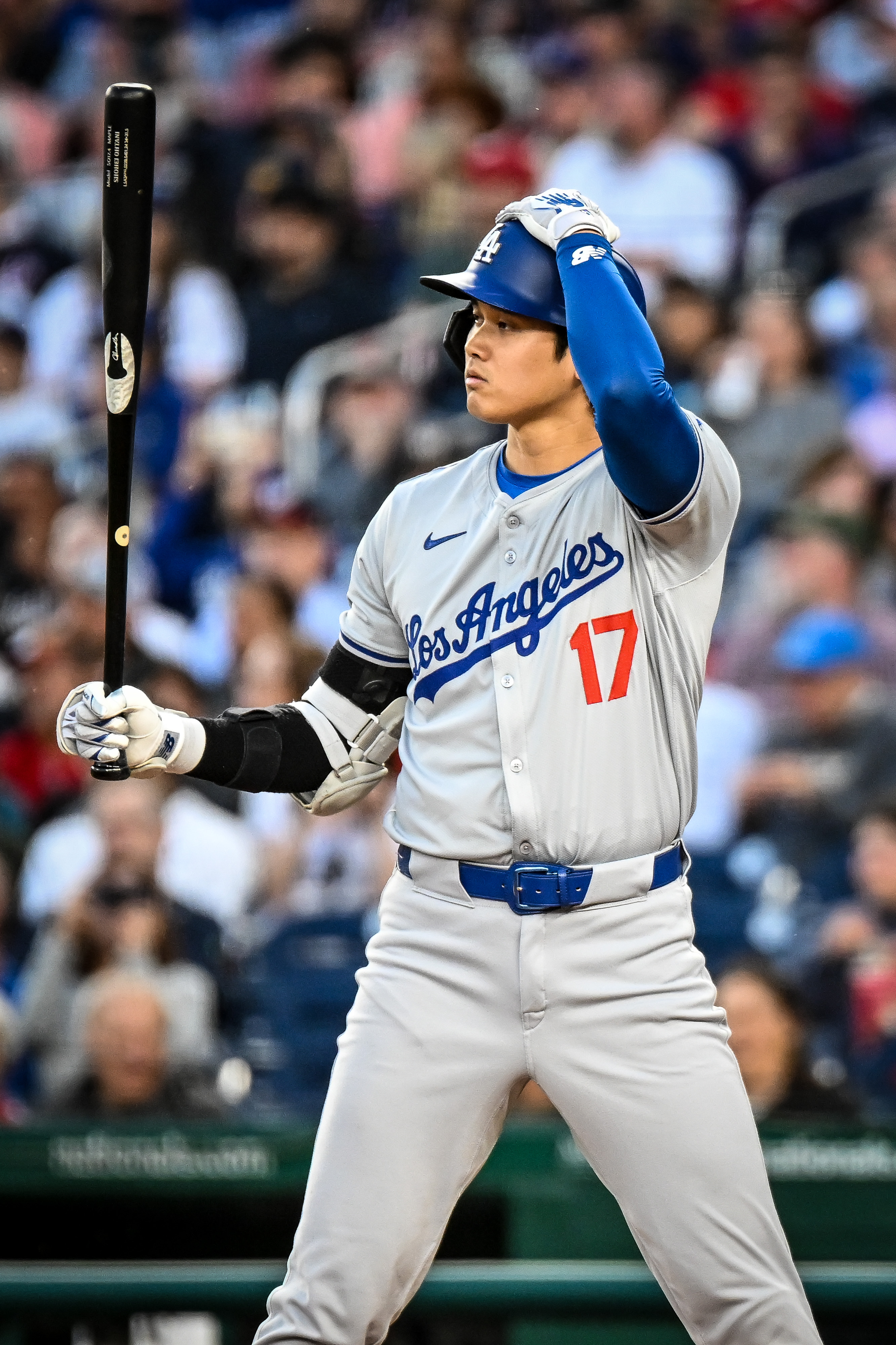
2024年洛杉磯道奇時期的大谷

2024年3月20日，在首爾對陣聖地牙哥教士隊的比賽中作為指定打擊代表道奇隊首次亮相。他在首場比賽中以二棒指定打擊的身分先發，擊出了兩支安打、帶一打點和一次盜壘，其中包括從教士隊的先發投手達比修有擊出其轉隊後的第一支被安打。
4月3日，他在道奇隊對陣舊金山巨人隊的比賽中打出了他在道奇隊的第一支全壘打，距離他第一次在美國職業棒球大聯盟打出全壘打的日期已經六年。
4月21日，大谷擊出生涯第176支全壘打，超越松井秀喜，成為MLB史上最多全壘打的日本球員。
7月13日，大谷打出生涯第200支全壘打，成為美國職棒大聯盟史上第一位擊出200支全壘打的日本球員。
在全明星賽上，他在第三局上半打出三分全壘打，使國聯隊以三分優勢領先。憑藉這支生涯全明星賽首支全壘打，他成為全明星賽歷史上第一位、也是唯一一位在投手丘上獲勝並打出全壘打的球員。
8月3日，大谷完成30-30俱樂部，用了108場比賽，並成為美國職業大聯盟歷史上第三快取得30-30俱樂部的球員。
8月17日，他在對聖路易紅雀隊的比賽中打出了自己的第38支全壘打，成為MLB史上第81位、也是日本第一位對所有30支MLB球隊打出全壘打的球員。
8月23日，大谷成為最快完成40-40俱樂部的球員，在第四局成功盜向二壘，並打出職業生涯首支再見滿貫全壘打，苦主是坦帕灣光芒隊的柯林·波薛Colin Poche。他在本賽季的第126場比賽中完成了這一壯舉，比舊紀錄（阿方索·索里亞諾在2006年創下）的少了21場。
8月29日，開球嘉賓是大谷的狗狗Dekopin(Decoy)，他在首局首打席全壘打，又跑出2次盜壘，本季來到42支全壘打、42盜壘數。
8月30日，在對響尾蛇隊的比賽中，他盜出了自己的第43個盜壘，並在第8局第5次打擊中擊出第43支全壘打，創造了新的MLB紀錄——取得43支全壘打和43次盜壘。
8月31日，他擊出第44支全壘打。
9月3日，在對亞利桑那響尾蛇的比賽中，單場跑出3次盜壘，使得盜壘數來到了44、45、46。
9月9日，在對守護者隊的比賽中，他擊出第46支全壘打，追平了他在2021年在天使隊的46支全壘打記錄，目前累積46支全壘打和46個盜壘數。
9月12日，對決芝加哥小熊的比賽中，首局擊出本季第47支全壘打，不但創下個人單季新高，也是生涯累積的第218支全壘打，正式追平由韓籍球員秋信守保持的亞洲人最多全壘打紀錄，第二局保送後跑出第48個盜壘。
9月20日（美國時間9月19日），在對上邁阿密馬林魚的比賽中，6-6（目前生涯首度）、3支全壘打，目前累積51支（生涯首度），2個盜壘來到51盜、10分打點（生涯新高）。大谷翔平成為史上首位進入50-50俱樂部的球員。
9月23日，對上科羅拉多落磯隊，這場比賽9局下道奇隊落後1分，首位打者輪到大谷上場打擊，打出中外野方向帶有1分打點的陽春全壘打，幫助道奇隊追平比數，接著隊友穆奇·貝茲延續氣勢，再度將球轟到外野看台，完成「Back to back」再見全壘打，道奇不可思議的逆轉戰局，終場6：5收下勝利；此役大谷翔平一共打出4支安打，本季128得分正式超越日本傳奇球星鈴木一朗的紀錄，另外他在這場比賽也有2盜表現，目前已經累積「53轟/55盜」，持續刷新紀錄。
9月27日，對上聖地牙哥教士，單場擊出三支安打，成為MLB自2001年後首位(史上第19位)單季達成400壘打數的球員。道奇隊於本場比賽國家聯盟西區封王。
9月28日，對上科羅拉多落磯，二局跑出本季第57次盜壘，六局擊出本季第54支全壘打。本季57次盜壘正式超越日本傳奇球星鈴木一朗的日本人及亞洲人單季56次盜壘紀錄。
2024年10月30日，大谷在激烈季後賽中脫穎而出，幫助道奇再奪世界大賽冠軍，並且道奇達成5年兩冠的驚人成績。
球季末，以54支全壘打、130打點拿下國聯全壘打、打點雙冠王，加上59次盜壘的50-50紀錄，最終獲得國聯年度MVP。成為史上首位以指定打擊身份獲得MVP，史上首位連續兩個賽季獲得MVP且在不同聯盟獲選，史上第二位在美聯及國聯都獲得MVP，第三度獲得全票MVP。同時也入選年度最佳陣容第一隊指定打擊，獲得國聯指定打擊銀棒獎、國聯漢克阿倫獎、最佳指定打擊。

## 國際賽生涯

### 2012年U-18世界盃棒球賽
大谷入選日本U-18國家隊，最終在首爾舉行的2012年U-18世界盃棒球賽（U-18 Baseball World Cup）上獲得第六名。

### 2015年世界棒球12強賽
2015年10月9日，大谷入選2015年世界棒球12強賽（WBSC Premier 12），他是日本隊的王牌投手，其中還有前田健太。作為頭號先發球員，大谷代表日本武士隊兩次上場，均對陣日本勁敵韓國隊，並投出6局僅2支安打且沒有失分，贏得首輪第一場比賽，日本隊小組賽晉級，四強賽對韓國隊，主投七局僅一安打無失分，但最終以3-4落敗，日本國家隊獲得銅牌。他出色的投球表現得到了認可，大谷隨後入選2015年世界棒壘球聯盟世界最佳陣容，並被評為2015年WBSC年度最佳棒球運動員。

### 2017年世界棒球經典賽
大谷曾入選2017年世界棒球經典賽（2017 World Baseball Classic）日本棒球代表隊28人名單，但因右腳踝受傷（由跟腱下方三角骨骨贅引起）於2月4日宣布退出。

### 2023年世界棒球經典賽
2022年11月16日，大谷在Instagram上宣布有意代表日本武士隊參加2023年世界棒球經典賽。
2023年1月6日日本武士隊總教練（監督）栗山英樹公佈了2023年世界棒球經典賽日本國家棒隊的部分隊員名單，大谷正式確定成為日本國家棒球隊的隊員。
3月9日，大谷作為「第三棒兼指定打擊」在日本隊對中國隊的首場WBC比賽中為先發投手。他以包括兩分二壘安打在內的兩支安打為勝利做出了貢獻，並在第四場以一安打無失分的成績成為勝利投手。在隨後對韓國、捷克、澳大利亞的比賽中，他作為第三棒指定打擊出戰，在第一輪比賽中，他在四場比賽中都打下了寶貴的打點，在12場比賽中以6支安打取得了0.500的打擊率。在對陣澳洲隊的比賽中，他直接擊中了體育場內刻有自己名字的大招牌。日本武士隊以四戰全勝的成績在小組賽中名列前茅，他也因此獲得了預賽MVP獎。
16日，他在對上義大利隊的半準決賽中，以投手的身份先發出場。他從一開始就精神抖擻地投球，創下了進入大聯盟以來的最快速度164公里/小時。對於選擇大谷為半準決賽的先發投手，總教練栗山英樹在回國後接受電視台採訪時表示，“在半準決賽中，我們使用了大谷和達比修有兩名球員。最後一天，他作為「第三棒指定打擊」參加了21日在佛羅里達州邁阿密草坪迪波公園舉行的與墨西哥隊的半準決賽。第9局下半，在落後一分的情況下，作為先發打者的他從墨西哥隊終結者喬瓦尼·加列戈斯（Giovanny Gallegos）手中瞄準第一球，擊出中右外野的二壘安打，引發了反攻。大谷在跑往一壘的途中摘下頭盔，到達二壘時，他在壘上咆哮，為板凳席鼓勁。隨後，4棒吉田正尚選到保送，5棒村上宗隆擊球穿過中線，讓大谷回到本壘板，吉田的代跑球員周東佑京也回本壘得分，日本隊取得戲劇性的逆轉勝。
第二天，即22日，他作為「第三棒指定打擊」參加了與美國隊的冠軍決賽。比賽期間，他在牛棚和板凳席之間來回穿梭，準備擔任後援投手，並在第9局取消指定打擊，以救援投手的身份上場。他保送第一名打擊者，但將穆奇·貝茲打出雙殺。最後在2好3壞滿球數時，以一記橫掃球三振了其洛杉磯天使隊的隊友、美國國家隊隊長麥可·楚奧特，帶領日本武士隊在本屆比賽中第三次奪得WBC冠軍，其本人亦是首次成為世界第一。
表現方面，他是WBC史上第一位二刀流球員，作為投手出戰3場比賽取得2勝1救援，作為打者總共參加了7場比賽，打擊率達到0.435，23次打擊打出10支安打，擊出1支全壘打，打下8分打點，成為繼2009年松坂大輔之後首位獲得該賽事MVP的日本選手。他還入選了WBC最佳陣容的投手和指定打擊。他在決賽中奪冠時所丟的帽子捐贈給了國家棒球名人堂和博物館。

## 球賽風格

### 投球
右投手的大谷身高為193公分（6英尺4英寸）體重95公斤（210英磅），有著相當優異的球速，於高三時球速即達到160km/h，在高中時期他主要以滑球搭配他的快速球，也投少量的曲球作為配球。
進入日本職棒後，大谷除了原本持有的四縫線快速球與滑球外，也在數年間培養出新的球路──指叉球，如今指叉球已是他在實戰時與滑球比重相當的球種。大聯盟球探則評比指叉球為大谷手上最好的變化球路。他的平均球速也隨著職棒生涯逐漸攀升，新人年（2013年）均速為149.2km/h，2017年球季均速為155.5km/h。大聯盟生涯首季的2018年均速約97mph（156km/h）。
2016年10月16日大谷在太平洋聯盟高潮系列賽決勝輪第5戰對福岡軟銀鷹的9局上半登板救援，投出了個人極速的165km/h快速球。
大谷在進入日職後控球也有逐年改善，雖然日職時期並未達到上佳的程度（日職生涯BB/9為3.3），但搭配他出色的球路威力已能擔綱火腿隊的王牌投手大任。
大谷的投球姿勢上在進入日職後也有了改變，高中時期是以四分之三（斜肩投球）姿勢出手，隨著職棒生涯已把放球點提高，目前是固定在上肩投球（高壓投球）的機制。
大谷在進入MLB後改良了滑球，使其轉成橫掃球作為新的主戰球路，配球比例曾大幅提升一度超越了速球，此舉也適度地減輕指叉球對手肘的負擔。
大谷的實戰球路有6種，包含四縫線快速球、二縫線快速球、橫掃球、指叉球、曲球、切球。

### 打擊
大谷為左打者，在大聯盟球探的評比中，他不但具有能量產全壘打的優秀揮棒速度，並且跑壘速度亦明顯高於平均水準；以打者身份在大聯盟出賽時主要是擔任指定打擊（DH）的位置。
旅美後大谷也對打擊機制有了調整，縮小了打擊時前腳的抬腿幅度，以求應對大聯盟投手更快的投球節奏。
在轉戰道奇後，大谷改善了跑壘時的起步技術，使其從0到90ft的所需時間從去年的3.90秒，下修至生涯新低的3.85秒，並以超過九成的盜壘成功率，於2024賽季盜壘59次創下生涯新高。

## 職棒生涯成績

### 年度別投球成績
| 年度     | 球隊               | 背號   | 出賽                                                              | 勝投                                                              | 敗投                                                              | 中繼                                                              | 救援                                                              | 完投                                                              | 完封                                                              | 被安打                                                            | 被全壘打                                                          | 四壞                                                              | 觸身球                                                            | 三振                                                              | 責失                                                              | 投球局數                                                          | 防禦率                                                            | WHIP                                                              |
| -------- | ------------------ | ------ | ----------------------------------------------------------------- | ----------------------------------------------------------------- | ----------------------------------------------------------------- | ----------------------------------------------------------------- | ----------------------------------------------------------------- | ----------------------------------------------------------------- | ----------------------------------------------------------------- | ----------------------------------------------------------------- | ----------------------------------------------------------------- | ----------------------------------------------------------------- | ----------------------------------------------------------------- | ----------------------------------------------------------------- | ----------------------------------------------------------------- | ----------------------------------------------------------------- | ----------------------------------------------------------------- | ----------------------------------------------------------------- |
| 2013     | 北海道日本火腿鬥士 | 11     | 13                                                                | 3                                                                 | 0                                                                 | 0                                                                 | 0                                                                 | 0                                                                 | 0                                                                 | 57                                                                | 4                                                                 | 33                                                                | 8                                                                 | 46                                                                | 29                                                                | 61.2                                                              | 4.23                                                              | 1.46                                                              |
| 2014     | 北海道日本火腿鬥士 | 11     | 24                                                                | 11                                                                | 4                                                                 | 0                                                                 | 0                                                                 | 3                                                                 | 2                                                                 | 125                                                               | 7                                                                 | 57                                                                | 4                                                                 | 179                                                               | 45                                                                | 155.1                                                             | 2.61                                                              | 1.17                                                              |
| 2015     | 北海道日本火腿鬥士 | 11     | 22                                                                | 15                                                                | 5                                                                 | 0                                                                 | 0                                                                 | 5                                                                 | 3                                                                 | 100                                                               | 7                                                                 | 46                                                                | 3                                                                 | 196                                                               | 40                                                                | 160.2                                                             | 2.24                                                              | 0.91                                                              |
| 2016     | 北海道日本火腿鬥士 | 11     | 21                                                                | 10                                                                | 4                                                                 | 1                                                                 | 0                                                                 | 4                                                                 | 1                                                                 | 89                                                                | 4                                                                 | 45                                                                | 8                                                                 | 174                                                               | 29                                                                | 140                                                               | 1.86                                                              | 0.96                                                              |
| 2017     | 北海道日本火腿鬥士 | 11     | 5                                                                 | 3                                                                 | 2                                                                 | 0                                                                 | 0                                                                 | 1                                                                 | 1                                                                 | 13                                                                | 2                                                                 | 19                                                                | 0                                                                 | 29                                                                | 9                                                                 | 25.1                                                              | 3.20                                                              | 1.26                                                              |
| NPB合計  | 5年                | 5年    | 85                                                                | 42                                                                | 15                                                                | 1                                                                 | 0                                                                 | 13                                                                | 7                                                                 | 384                                                               | 24                                                                | 200                                                               | 23                                                                | 624                                                               | 152                                                               | 543.0                                                             | 2.52                                                              | 1.08                                                              |
| 2018     | 洛杉磯天使         | 17     | 10                                                                | 4                                                                 | 2                                                                 | 0                                                                 | 0                                                                 | 0                                                                 | 0                                                                 | 38                                                                | 6                                                                 | 22                                                                | 1                                                                 | 63                                                                | 19                                                                | 51.2                                                              | 3.31                                                              | 1.161                                                             |
| 2019     | 洛杉磯天使         | 17     | 本年度因右手肘於2018年10月1日動Tommy John手術，術後復健期無法投球 | 本年度因右手肘於2018年10月1日動Tommy John手術，術後復健期無法投球 | 本年度因右手肘於2018年10月1日動Tommy John手術，術後復健期無法投球 | 本年度因右手肘於2018年10月1日動Tommy John手術，術後復健期無法投球 | 本年度因右手肘於2018年10月1日動Tommy John手術，術後復健期無法投球 | 本年度因右手肘於2018年10月1日動Tommy John手術，術後復健期無法投球 | 本年度因右手肘於2018年10月1日動Tommy John手術，術後復健期無法投球 | 本年度因右手肘於2018年10月1日動Tommy John手術，術後復健期無法投球 | 本年度因右手肘於2018年10月1日動Tommy John手術，術後復健期無法投球 | 本年度因右手肘於2018年10月1日動Tommy John手術，術後復健期無法投球 | 本年度因右手肘於2018年10月1日動Tommy John手術，術後復健期無法投球 | 本年度因右手肘於2018年10月1日動Tommy John手術，術後復健期無法投球 | 本年度因右手肘於2018年10月1日動Tommy John手術，術後復健期無法投球 | 本年度因右手肘於2018年10月1日動Tommy John手術，術後復健期無法投球 | 本年度因右手肘於2018年10月1日動Tommy John手術，術後復健期無法投球 | 本年度因右手肘於2018年10月1日動Tommy John手術，術後復健期無法投球 |
| 2020     | 洛杉磯天使         | 17     | 2                                                                 | 0                                                                 | 1                                                                 | 0                                                                 | 0                                                                 | 0                                                                 | 0                                                                 | 3                                                                 | 0                                                                 | 8                                                                 | 0                                                                 | 3                                                                 | 7                                                                 | 1.2                                                               | 37.8                                                              | 6.600                                                             |
| 2021     | 洛杉磯天使         | 17     | 23                                                                | 9                                                                 | 2                                                                 | 0                                                                 | 0                                                                 | 0                                                                 | 0                                                                 | 98                                                                | 15                                                                | 44                                                                | 10                                                                | 156                                                               | 46                                                                | 130.1                                                             | 3.18                                                              | 1.090                                                             |
| 2022     | 洛杉磯天使         | 17     | 28                                                                | 15                                                                | 9                                                                 | 0                                                                 | 0                                                                 | 0                                                                 | 0                                                                 | 124                                                               | 14                                                                | 44                                                                | 2                                                                 | 219                                                               | 43                                                                | 166.0                                                             | 2.33                                                              | 1.012                                                             |
| 2023     | 洛杉磯天使         | 17     | 23                                                                | 10                                                                | 5                                                                 | 0                                                                 | 0                                                                 | 1                                                                 | 1                                                                 | 85                                                                | 18                                                                | 55                                                                | 11                                                                | 167                                                               | 46                                                                | 132                                                               | 3.14                                                              | 1.06                                                              |
| MLB合計  | 6年                | 6年    | 86                                                                | 38                                                                | 19                                                                | 0                                                                 | 0                                                                 | 1                                                                 | 1                                                                 | 348                                                               | 53                                                                | 173                                                               | 24                                                                | 608                                                               | 161                                                               | 481.2                                                             | 3.01                                                              | 1.08                                                              |
| 生涯總計 | 11年～             | 11年～ | 95                                                                | 55                                                                | 20                                                                | 1                                                                 | 0                                                                 | 13                                                                | 7                                                                 | 422                                                               | 30                                                                | 222                                                               | 23                                                                | 687                                                               | 171                                                               | 594.2                                                             | 2.59                                                              | 1.08                                                              |

- 截至2024球季結束
- 2024年未以投手身分出賽
- 粗體字為該年度聯盟最高

### 年度別打擊成績
| 年 度    | 球 隊    | 出 賽 | 打 席 | 打 數 | 得 分 | 安 打 | 二 安 | 三 安 | 全 壘 打 | 壘 打 數 | 打 點 | 盜 壘 | 盜 壘 刺 | 犧 短 | 犧 飛 | 保 送 | 敬 遠 | 觸 身 | 三 振 | 雙 殺 | 打 擊 率 | 上 壘 率 | 長 打 率 | OPS   |
| -------- | -------- | ----- | ----- | ----- | ----- | ----- | ----- | ----- | -------- | -------- | ----- | ----- | -------- | ----- | ----- | ----- | ----- | ----- | ----- | ----- | -------- | -------- | -------- | ----- |
| 2013     | 火腿     | 77    | 204   | 189   | 14    | 45    | 15    | 1     | 3        | 71       | 20    | 4     | 1        | 0     | 2     | 12    | 0     | 1     | 64    | 3     | .238     | .284     | .376     | .660  |
| 2014     | 火腿     | 87    | 234   | 212   | 32    | 58    | 17    | 1     | 10       | 107      | 31    | 1     | 0        | 0     | 1     | 21    | 0     | 0     | 48    | 4     | .274     | .338     | .505     | .842  |
| 2015     | 火腿     | 70    | 119   | 109   | 15    | 22    | 4     | 0     | 5        | 41       | 17    | 1     | 0        | 0     | 2     | 8     | 1     | 0     | 43    | 1     | .202     | .252     | .376     | .628  |
| 2016     | 火腿     | 104   | 382   | 323   | 65    | 104   | 18    | 1     | 22       | 190      | 67    | 7     | 2        | 0     | 4     | 54    | 2     | 1     | 98    | 7     | .322     | .416     | .588     | 1.004 |
| 2017     | 火腿     | 65    | 231   | 202   | 24    | 67    | 16    | 1     | 8        | 109      | 31    | 0     | 1        | 0     | 3     | 24    | 0     | 2     | 63    | 0     | .332     | .403     | .540     | .942  |
| 2018     | 天使     | 104   | 367   | 326   | 59    | 93    | 21    | 2     | 22       | 184      | 61    | 10    | 4        | 0     | 1     | 37    | 2     | 2     | 102   | 2     | .285     | .361     | .564     | .925  |
| 2019     | 天使     | 106   | 425   | 384   | 51    | 110   | 20    | 5     | 18       | 194      | 62    | 12    | 3        | 0     | 4     | 33    | 1     | 2     | 110   | 6     | .286     | .343     | .505     | .848  |
| 2020     | 天使     | 44    | 175   | 153   | 23    | 29    | 6     | 0     | 7        | 56       | 24    | 7     | 1        | 0     | 0     | 22    | 0     | 0     | 50    | 3     | .190     | .291     | .366     | .657  |
| 2021     | 天使     | 155   | 639   | 537   | 103   | 138   | 26    | 8     | 46       | 318      | 100   | 26    | 10       | 0     | 2     | 96    | 20    | 4     | 189   | 7     | .257     | .372     | .592     | .965  |
| 2022     | 天使     | 157   | 666   | 586   | 90    | 160   | 30    | 6     | 34       | 304      | 95    | 11    | 9        | 0     | 3     | 72    | 14    | 5     | 161   | 6     | .273     | .356     | .519     | .875  |
| 2023     | 天使     | 135   | 599   | 497   | 102   | 151   | 26    | 8     | 44       | 325      | 95    | 20    | 6        | 0     | 3     | 91    | 21    | 3     | 143   | 9     | .304     | .412     | .654     | 1.066 |
| 2024     | 道奇     | 159   | 731   | 636   | 134   | 197   | 38    | 7     | 54       | 411      | 130   | 59    | 4        | 0     | 5     | 81    | 10    | 6     | 162   | 7     | .310     | .390     | .646     | 1.036 |
|          |          |       |       |       |       |       |       |       |          |          |       |       |          |       |       |       |       |       |       |       |          |          |          |       |
| NPB：5年 | NPB：5年 | 403   | 1170  | 1035  | 150   | 296   | 70    | 4     | 48       | 518      | 166   | 13    | 4        | 0     | 12    | 119   | 3     | 4     | 316   | 15    | .286     | .358     | .500     | .859  |
| MLB：7年 | MLB：7年 | 860   | 3600  | 3119  | 562   | 878   | 167   | 36    | 225      | 1792     | 567   | 145   | 37       | 0     | 19    | 432   | 68    | 22    | 917   | 40    | .282     | .371     | .575     | .946  |

- 截至2024球季結束
- 粗體字為該年度聯盟最高

## 生涯成就與獲獎紀錄

### 日本職棒時期：2013～2017
- 日本職棒明星賽：2013～2017
- 日本職棒明星賽全壘打大賽冠軍：2016 Game1
- 日本職棒明星賽MVP：2016 Game2
- 日本職棒明星賽敢鬪球員賞：2013 Game3
- 日本職棒交流戰優秀球員賞：2016
- 太平洋聯盟 勝投王：2015
- 太平洋聯盟 勝率王：2015
- 太平洋聯盟 防禦率王：2015
- 太平洋聯盟 最佳十人投手：2015、2016
- 太平洋聯盟 最佳十人指定打擊：2016
- 太平洋聯盟 最優秀投捕賞：2015（捕手大野奨太）
- 太平洋聯盟年度MVP：2016
- 太平洋聯盟月間MVP：2015年4月、2016年6月
- Georgia魂賞（日语：「ジョージア魂」賞）年度大獎：2014
- 札幌巨蛋MVP：2015、2016
- 是北海道日本火腿鬥士自張本勳後，睽違54年再度有高中畢業新人球員於開幕戰先發，而大谷於開幕戰擊出2安1打點，也成為球團史上首位於開幕戰擊出安打和打點的高中畢業新人球員。
- 2015年第一屆世界棒球12強賽獲得防禦率王、全明星世界隊先發投手。

### 美國職棒大聯盟時期：2018迄今
- 2021 主席歷史成就獎。為史上第16人、日籍球員第二人，史上最年輕獲獎者。[76][77]

- 2021 美國聯盟最有價值球員獎。日籍球員第二位MVP、史上第19位全票MVP。[78][79][80][81]

- 2023 美國聯盟最有價值球員獎。第二度以全票拿下AL MVP，也是大聯盟史上第一位不只一次以全票拿下MVP的球員。[82]

- 2024 國家聯盟最有價值球員獎。第一年加入國家聯盟即拿下NL MVP，為國聯第一位以DH身分獲獎的球員，也是生涯第三次拿下年度MVP，名列21世紀獲得3次MVP的5位球員之一。他也是繼名人堂球員法蘭克·羅賓森（1961年紅人、1966年金鶯）後，第一位在兩聯盟都獲得MVP的球員，更是大聯盟史上第一位連續年在兩聯盟獲獎的球員，同時前後兩年度皆以全票拿下MVP。[83]

- 2018 美國聯盟年度新人王[84][85]

- 2023 美國聯盟漢克·阿倫獎。連續3年入圍，2023獲獎成為大聯盟史上第一位奪得此獎項的亞洲及日本球員。[86]

- 2024 國家聯盟漢克·阿倫獎。連續第2年獲獎，為首位在兩聯盟都獲此殊榮的球員，也是第6位在連續賽季獲得此榮譽的球員。[87]

- 2023 美國聯盟全壘打王。大聯盟史上第一位奪得全壘打頭銜的亞洲及日本打者。[88]

- 美國聯盟 銀棒獎
  - 2021 日籍選手第二位獲獎者。以DH身分獲獎，為洛杉磯天使隊第一位以DH獲獎者。[89]
  - 2023 生涯第二度拿下這座獎項，以DH身分獲獎。[90]

- 國家聯盟 銀棒獎
  - 2024 生涯第三度拿下這座獎項，也是國聯第一位以DH身分獲獎的球員。[91]

- 大聯盟 埃德加·馬丁尼茲獎
  - 2021 成為首位在同一球季拿下年度最有價值球員與年度最佳指定打擊這兩項大獎的球員。[92]
  - 2022 繼波士頓紅襪退役重砲「老爹」歐提茲（David Ortiz）2003年到2007年締造5連霸後，首名連兩季獲獎的球員。[93]
  - 2023 連續3年獲得此殊榮，為日本球員第一人，也是自名人堂球星「老爹」歐提茲（David Ortiz）之後首度有人完成3連霸的壯舉。[94]
  - 2024 連續第4年獲此年度最佳指定打擊獎，也是首位贏得這個獎項的道奇球員。為史上第2位年度最佳指定打擊獎4連霸的球員，僅次於波士頓紅襪退役重砲「老爹」歐提茲（David Ortiz）2003年到2007年的5連霸。[95]

- 單月表現最佳球員獎
  - 美國聯盟
    - 2021年 6月、7月
    - 2023年 6月、7月

- - 國家聯盟
    - 2024年 9月
    - 2025年 5月

- 單周表現最佳球員獎（英语：Major League Baseball Player of the Week Award）
  - 美國聯盟
    - 2018年 4月8日、9月9日
    - 2021年 6月20日、7月4日
    - 2023年 6月18日、7月2日、7月30日

- - 國家聯盟
    - 2024年 5月6日、6月24日、9月23日

- 美國聯盟 單月表現最佳新人
  - 2018年 4月、9月

- 美國職棒大聯盟球員工會（MLBPA） 球員選擇獎（英语：Players Choice Awards）
  - 2021 大聯盟年度最佳球員 （MLB Player of the Year）、美聯年度傑出球員（A.L. Outstanding Player of the Year），為大聯盟史上第一位囊括年度兩大獎的球員，也是第一位榮獲年度最佳球員的日籍球員。[96][97]
  - 2023 美聯年度傑出球員（A.L. Outstanding Player of the Year），這是大谷翔平自2021年後第2度獲獎。[98][99]

- 權威棒球媒體《棒球美國（英语：Baseball America）》
  - 2018 大聯盟年度最佳新秀（2018 MLB Rookie of the Year）[100]
  - 2018 大聯盟新秀明星隊（Major League All-Rookie Team）
  - 2021 大聯盟年度最佳球員（2021 MLB Player of the Year）[101]

- 美國歷史最悠久棒球雜誌《棒球文摘（英语：Baseball Digest）》
  - 2018 美國聯盟年度最佳新秀獎（2018 American League Rookie-of-the-Year Award）[102][103]
  - 2021 大聯盟年度最佳球員（2021 Baseball Digest/eBay MLB Player of the Year Award）[104][105]

- 美國專業運動頻道《ESPN》年度體育卓越表現獎（英语：ESPY Award）（ESPYS，Excellence in Sports Performance Yearly Award）
  - 2021《ESPYS獎》年度最佳大聯盟球員（英语：Best Major League Baseball Player ESPY Award）（Best MLB Player）[106][107]，為第一位獲獎的亞洲運動員。
  - 2022《ESPYS獎》年度最佳男運動員（英语：Best Male Athlete ESPY Award）（Best Athlete, Men's Sports）[108]，這是時隔23年後，再度有棒球員獲得此獎。[109][110]
  - 2022《ESPYS獎》年度最佳大聯盟球員（英语：Best Major League Baseball Player ESPY Award）（Best MLB Player）[111]，連續2年蟬聯獲獎。
  - 2023《ESPYS獎》年度最佳大聯盟球員（英语：Best Major League Baseball Player ESPY Award）（Best MLB Player）[112]，連續3年蟬聯獲獎，達成該獎項的三連霸，成為自大聯盟全壘打王貝瑞·邦茲後的史上第二人。[113]
  - 2024《ESPYS獎》年度最佳大聯盟球員（英语：Best Major League Baseball Player ESPY Award）（Best MLB Player）[114]，達成該獎項的4連霸，也成為史上第一位連續4年獲獎的MLB球員。
  - 2025《ESPYS獎》年度最佳大聯盟球員（英语：Best Major League Baseball Player ESPY Award）（Best MLB Player）[115]，達成該獎項的5連霸，也成為史上第一位連續5年獲獎的MLB球員。

- 美國百年運動媒體《體育新聞（英语：The Sporting News）》
  - 2021、2024 大聯盟年度最佳球員（體育新聞大聯盟年度最佳球員（英语：Sporting News MLB Player of the Year Award））[116][117]

- 2023年世界棒球經典賽
  - 率領日本武士隊以3:2擊敗衛冕軍美國取得本屆賽會冠軍，並獲得MVP、最佳投手以及最佳指定打擊獎項。

- 金氏世界紀錄
  - 首位在大聯盟以投手與指定打擊身分先發的球員（於美國時間2021年7月13日創下）
  - 首位在大聯盟同一季以投手身分達成至少100局投球、100次三振，以打者身分打出100安打、100打點、100得點的選手。[118]

## 個人歷史性紀錄

### 美國職棒大聯盟個人紀錄
- 2018年4月3、4、6日連三戰開轟，成為洛杉磯天使隊史第一位在主場開幕前3戰都開轟的新人。
- 2018年4月3、4、6日連三戰擊出全壘打，是1930年貝比·魯斯之後，第一位連3場開轟的美國聯盟投手。
- 大聯盟史上第一位單季擊出10轟、投出50次三振的選手。
- 2018年9月2日完成單季第51.2局投球，成為1919年貝比·魯斯之後，唯一單季完成50局投球、15轟的球員。
- 2018年9月4日，第2度打出單場「4安+3得分+2轟+1盜壘」，成為1900年以來，現代棒球史上單季完成2次這項成就的第1人。
- 2018年9月9日二度獲大聯盟頒發單週最有價值球員（Player of the Week），為洛杉磯天使隊在西元2000年提姆·賽門後，唯一單季二度獲大聯盟頒此殊榮的球員。
- 2018年9月15日打出單季第20支全壘打，追平1919年貝比·魯斯單季內10次登板、50局投球、20轟的紀錄。
- 2018年9月28日跑出當季第10次盜壘，成為大聯盟有史以來第一位單季達成10次先發、20轟、10盜的選手。
- 2018年9月28日大聯盟官網新聞公布官網商店的2018球衣銷售排行榜，大谷球衣銷售量排名大聯盟第8名，為大聯盟有史以來新秀球員球衣銷售的最高排名。[119]
- 2019年6月13日客場對戰坦帕灣光芒達成完全打擊，四個打席分別敲出全壘打，二壘安打，三壘安打及一壘安打。是日籍選手在大聯盟首位達成完全打擊的球員。
- 2021年7月2日，只花81場比賽就達成30轟、10次盜壘的成績，創美聯史上最快，亦超越1919年貝比·魯斯單季至少10場投手出賽最多全壘打（29支）的紀錄。[120]
- 2021年7月4日，繼球迷票選以指定打擊最高票入選明星賽後，在大聯盟球員、總教練、教練們的票選中，再以121票獲選為美國聯盟先發投手，成為美國職棒大聯盟近百年歷史中，第一位同時以投手和打者「二刀流」身分入選明星賽的球員。[121][122][123]
- 2021年7月9日客場作戰西雅圖，轟出本賽季第33支全壘打，追平1998年薩米·索薩（Sammy Sosa）保持的外籍球員半季全壘打紀錄。[124]
- 2024年8月23日，以一記再見滿貫砲，完成單季40轟40盜，成為MLB史上第6位加入40-40俱樂部的選手，同時以126場達標也是6人之中完成速度最快之人。
- 2024年9月20日客場對戰邁阿密馬林魚，單場6打數6安打，其中擊出3發全壘打，2次盜壘並貢獻10打點，完成單季50轟50盜的成就，成為MLB史上第一位加入50-50俱樂部的球員。

### 美國職棒大聯盟日籍球員紀錄
- 日籍球員大聯盟新人年最多全壘打紀錄：22支
  - 2018年9月5日與德州遊騎兵對戰時，擊出當季第17、18支全壘打，追平城島健司的日本球員大聯盟新人年最多全壘打18轟紀錄。
  - 2018年9月7日與芝加哥白襪對戰時，擊出年度第19轟，打破2006年城島健司寫下的日本球員新人年擊出最多全壘打紀錄。
  - 2018年9月26日與德州遊騎兵對戰時，擊出年度第22支全壘打，將日籍球員新人年最多全壘打紀錄一舉推升到22支。
  - 2018年9月26日與德州遊騎兵隊對戰時，擊出年度第22轟，與松井秀喜並列日籍球員大聯盟單季全壘打排行榜的第5名（前4名均為松井秀喜）。
- 2018年4月3、4、6日連三戰擊出全壘打，為松井秀喜之後，第2位在大聯盟締造連續3場比賽擊出全壘打的日籍球員。
- 史上第4位大聯盟新人年就獲得單周MVP的日籍球員。
- 史上第4位獲得大聯盟新人王的日籍球員。前3位為野茂英雄（1995）、佐佐木主浩（2000）、鈴木一朗（2001）。[125]
- 2019年6月13日客場對戰坦帕灣光芒，四打席完成完全打擊，為日籍選手在大聯盟達成完全打擊第一人。
- 2021年6月18日透過個人Instagram宣布參加全壘打大賽，成為大聯盟史上第一位參加全壘打大賽的日本出生球員。[126]
- 2021年7月2日大聯盟公布獲選美聯6月MVP，成為第7位獲單月MVP的日籍球員。[127]
- 2021年7月4日主場迎戰巴爾的摩金鶯，轟出本賽季第31支全壘打，追平松井秀喜在2004年的單季31轟紀錄，並列日本球員史上最多，同時也是亞洲選手最多轟紀錄。[128]
- 2021年7月7日主場迎戰波士頓紅襪，轟出本賽季第32支全壘打，打破亞洲球員在大聯盟單季最多全壘打紀錄。[129]
- 2022年5月15日對戰奧克蘭運動家，擊出個人在大聯盟生涯第100支全壘打，打破日本選手最速百轟紀錄。[36]
- 2024年4月2日對戰紐約大都會，轟出大聯盟生涯第176支全壘打，打破松井秀喜的日本球員在大聯盟最多全壘打紀錄。
- 2024年9月18日對戰邁阿密馬林魚，轟出大聯盟生涯第219支全壘打，打破秋信守的亞洲球員在大聯盟最多全壘打紀錄。
- 2024年9月28日對戰科羅拉多落磯，跑出本季第57次盜壘，打破鈴木一朗的日本球員及亞洲球員在大聯盟單季最多盜壘紀錄。

## 薪資紀錄

### 北海道日本火腿鬥士時期
- 2013：1,500萬日圓（簽約金1億日圓）
- 2014：3,000萬日圓
- 2015：1億日圓
- 2016：2億日圓
- 2017：2億7,001萬日圓

### 洛杉磯天使時期
- 2018：  54萬5,000美元（簽約金231.5萬美元。天使隊付給日本火腿鬥士隊入札金2,000萬美元。）
- 2019：65萬美元
- 2020：70萬美元
- 2021：300萬美元（取得首次薪資仲裁資格，與天使隊簽定兩年約。[130]）
- 2022：550萬美元
- 2023：3,000萬美元（為避免薪資仲裁，天使隊在2022年10月1日宣布與大谷翔平以3,000萬美元年薪達成續約一年協議。此議約金額比2020年穆奇·貝茲寫下的2,700萬美元紀錄高出11％，締造第3年薪資仲裁資格選手的史上最高薪紀錄，高達2,450萬美元的加薪金額也是大聯盟薪資仲裁資格選手的史上之最，大谷一舉成為大聯盟2023年年均薪資的第十三名。[131][132][133]）

## 個人生活

### 家庭與婚姻
家中次男。父親大谷徹曾是日本企業系列的棒球運動員，現職棒球教練。年長7歲的兄長大谷龍太也是日本企業系列的棒球運動員。另外還有一個年長2歲的姐姐。
2024年2月28日（UTC+8時區為2月29日），於個人Instagram宣布結婚，當時他只宣稱對象為一位日本人女性，並未公開她的真正身份。其後大谷再於3月14日在個人Instagram限時動態貼出與妻子的合照，從該照片可得知妻子是前日本職業籃球運動員田中真美子。
美國洛杉磯時間2025年4月19日，宣布長女誕生。

### 商業代言
2021年7月20日，大谷翔平與美國運動收藏品、NFT發行商Fanatics簽署多年的獨家紀念品協議。該年度大谷翔平的年度代言估計達到大聯盟頂尖的600萬美元，其中包括日本的亞瑟士、迪桑特、日本航空、Nishikawa Co.和精工手錶，以及美國的雨果博斯、新時代、帕尼尼、奧克利和Topps。 11月16日，大谷翔平宣佈加入加密貨幣交易所FTX成為全球大使，合作開展各種動物慈善活動。
截至2022年4月，大谷翔平代言收入比2021年增加三倍，估計達到領先大聯盟的2,000萬美元，包括與FTX、Kowa、三菱日聯銀行和赛富时的新代言協議。 此外，大谷翔平成為《MLB The Show 22》的封面運動員，是第一位作為《MLB：The Show》封面明星的亞洲球員，也是第一位在美國以四大運動為中心的電子遊戲封面上出現的亞洲運動員。
2023年，大谷翔平成為New Balance的品牌大使，並將在球場上穿著他們的球具。在此之前，大谷曾在球場上穿著獨家的亞瑟士球具。

### 水原一平涉賭事件
2024年3月傳出大谷翔平的翻譯水原一平傳出涉嫌竊取數百萬美元用於非法簽賭。

### 黑名單
由於在美國購買豪宅被日本電視台與富士電視台報導的太「詳細」，令大谷翔平不滿，宣佈對2間電視台發出「禁制令」，採訪證已被道奇球隊暫時停用，除了禁止訪問外，也不能使用任何過去曾採訪大谷翔平的畫面。而該豪宅也即時出售。
日本富士電視台在負責轉播的美國職棒大聯盟第120屆總冠軍賽中，企圖採訪大谷翔平；但大谷知道是富士電視台後立即黑面拒絕受訪。

## 現實影響
2023年3月《體育報知》報導道，文部科學省於3月28日公佈2024年春天日本小學與高中教科書的檢定結果，其中小學5年級數學引用了大谷翔平打球的範例，作為數學計算的示範，大谷翔平同時出現在小學5年的道德教科書的「目標成就表」單元，舉用大谷翔平立定目標和實現夢想的具體行動。2023年8月，大谷翔平被美國知名《新聞週刊（Newsweek）》日本版雜誌選為世界尊敬的百大日本人之一。
為表揚與肯定大谷翔平的運動成就，洛杉磯將5月17號訂為大谷翔平日，肯定其對職業體壇以及當地日裔的正面影響力

### 背號
- 1 （2012年U-18世界盃棒球賽日本代表）
- 11（日本職棒北海道火腿鬥士 2013年－2017）
- 16（2015年世界棒球12強賽、2023年世界棒球經典賽日本代表）
- 17（洛杉磯天使 2018年－2023）
- 17（洛杉磯道奇 2024年－）

## 另見
- 美國職棒大聯盟日本球員列表
- 二刀流 (體育)

## 外部連結
- 大谷翔平在美國職棒官網（英语）
- 大谷翔平在日本職棒官網（英语）
- 大谷翔平在Baseball-Reference.com（大聯盟）（英语）
- 大谷翔平在Baseball-Reference.com（小聯盟以及海外聯盟）（英语）
- 大谷翔平在ESPN（MLB）（英语）
- 大谷翔平在FanGraphs.com（英语）
- 大谷翔平在Retrosheet（英语）
- 大谷翔平在The Baseball Cube（英语）
- 大谷翔平的Instagram帳戶
- 大谷翔平在台灣棒球維基館上的頁面（繁體中文）

| 成就                 | 成就                                    | 成就                 |
| -------------------- | --------------------------------------- | -------------------- |
| 前任： 荷黑·波朗柯   | 完全打擊 2019年6月13日                  | 繼任： 傑克·鮑爾斯   |
| 獎項                 |                                         |                      |
| 前任： 馬可斯·塞米恩 | 美國聯盟單月表現最佳球員 2021年6月和7月 | 繼任： 荷西·阿布瑞尤 |